# Epipagis adipaloides
Epipagis adipaloides är en fjärilsart som beskrevs av Augustus Radcliffe Grote och Robinson. Epipagis adipaloides ingår i släktet Epipagis och familjen Crambidae. Inga underarter finns listade i Catalogue of Life.